# Ампофо, Оку
Оку Ампофо (4 ноября 1908, Аманас, Британский Золотой Берег — 1998) — ганский медик, художник, скульптор, доктор медицины, пионер фитотерапии в Гане.
Был первым жителем Ганы, получившим государственную стипендию для изучения медицины.

## Биография
Представитель акан.
В 1933—1939 годах изучал медицину в Королевском колледже Глазго и Университете Эдинбурга. Посещал вечерний курс Эдинбургской школы искусств. В 1939 году он получил степень доктора медицины.
После возвращения на родину в 1940 году открыл художественную студию и клинику, где практиковал в качестве врача.
С 1950 года начал специализироваться на использовании лечебных трав и экзотических лекарств. После этого в 1960-х годах его работа была замечена первый премьер-министром и президентом Ганы Кваме Нкрума, который спонсировал его дальнейшее изучение фитотерапии в Китае.
Основал в Гане в 1975 году Центр научных исследований в области медицины растений, официально признанный Всемирной организацией здравоохранения 10 лет спустя, который был первым в Африке. Его новаторские исследования в области медицины растений привели к тому, что более 300 растений были идентифицированы и сертифицированы как обладающие лечебными свойствами при таких заболеваниях, как серповидноклеточная анемия, диабет, артрит и даже некоторые формы рака.
В качестве художника и скульптора начал заниматься творчеством во время учёбы в Эдинбурге, со временем приобрёл национальную и международную известность. Работал с твёрдыми породами дерева, разноцветными плитками и бетонами. Черпал вдохновение в культурных и социально-религиозных традициях ганского образа жизни. Ампофо говорил о важности ценить искусство прошлого, а не отвергать его, был убеждён в том, что африканцы должны сохранить свой традиционный стиль искусства, не испорченный западным влиянием.
Выставлялся по всему миру, включая Сенегал, Нигерию, Великобританию, США, Израиль, Бразилию, Румынию и др. Скульптура «Горе тебе, Мать-Земля» (1965)ныне хранится в «Африканском зале» Центра Кеннеди (Kennedy Center).
Умер в 1998 году.